# Bayem Wetan
Bayem Wetan is een bestuurslaag in het regentschap Magetan van de provincie Oost-Java, Indonesië. Bayem Wetan telt 1613 inwoners (volkstelling 2010).